# أول نظرة (فلم)
أول نظرة هو فيلم مصري تم إنتاجه عام 1946، قصة وحوار أبو السعود الإبياري و، وسيناريو وإخراج نيازي مصطفى و بطولة صباح وبرهان صادق.

## فريق العمل
إخراج: نيازي مصطفى
تأليف:
- أبو السعود الإبياري (قصة وحوار)
- نيازي مصطفى (سيناريو)

بطولة:
- صباح (سهام)
- برهان صادق (عزت)
- زوزو ماضي (سعاد هانم)
- حسن فايق (حسن)
- صالحة قاصين
- وداد حمدي
- فردوس محمد